# São Lourenço Airport
São Lourenço Airport är en flygplats i Brasilien.   Den ligger i kommunen São Lourenço och delstaten Minas Gerais, i den sydöstra delen av landet, 800 km söder om huvudstaden Brasília. São Lourenço Airport ligger 868 meter över havet.
Terrängen runt São Lourenço Airport är kuperad åt sydost, men åt nordväst är den platt. São Lourenço Airport ligger nere i en dal. Närmaste större samhälle är São Lourenço, 3,0 km söder om São Lourenço Airport.
Omgivningarna runt São Lourenço Airport är huvudsakligen savann. Runt São Lourenço Airport är det ganska glesbefolkat, med 25 invånare per kvadratkilometer.